# مورين هاينز
مورين هاينز هي كاتِبة وشاعرة كندية، ولدت في 8 فبراير 1948.